# Emília Juliana de Barby-Mühlingen
Emília Juliana de Barby-Mühlingen (en alemany Æmilie Juliane von Barby-Mühlingen) va néixer a Heidecksburg (Alemanya) el 19 d'agost de 1637 i va morir a Rudolstadt el 3 de desembre de 1706. Era una noble alemanya, filla de comte Albert Frederic (1597-1641) i de Sofia Úrsula d'Oldenburg (1601-1642).
Durant la Guerra dels Trenta Anys el seu pare i la seva família es van veure obligats a buscar refugi al castell de Heidecksburg a Rudolstadt, que pertanyia al seu oncle, el comte Lluís Gunther I de Schwarzburg-Rudolstadt, i allí va néixer Emília Juliana. Després de la mort del seu pare (1641) i de la seva mare (1642) Emília Juliana va ser adoptada per la seva tia, que s'havia convertit en l'esposa del comte Lluís Gunther I. Emília Juliana, doncs, va ser educada a Rudolstadt amb els seus cosins i a cura del doctor Assuer Fritsch i altres mestres.
Emília Juliana va ser una de les escriptores alemanyes més prolífiques; va escriure 587 himnes de caràcter religiós, el més conegut dels quals és Bis hierher hat mich Gott gebracht.

## Matrimoni i fills
El 7 de juliol de 1665 es va casar amb el seu cosí Albert Antoni de Schwarzburg-Rudolstadt (1641-1710), fill del comte Lluís Gunther I (1581-1646) i d'Emília d'Oldenburg-Delmenhorst (1614-1670). Fruit d'aquest matrimoni en nasqué Lluís Frederic I de Schwarzburg-Rudolstadt (1667-1718), casat amb Anna Sofia de Saxònia-Gotha-Altenburg (1670-1728).

## Obres
- Geistliche Lieder. Rudolstadt 1683
- Geistliches Weiber-Aqua-Vit, Das ist, Christliche Lieder und Gebete, Vor, bey und nach Erlangung Göttlichen Ehe-Segens, Wie auch Bey andern darbey sich begebenden Fällen zu gebrauchen: Aus Landes-Mütterlichen Hertzen, Mund und Hand Ihren Landes-Kindern zu erwünschter, kräftiger Erbauung aus Gottes H. Wort zubereitet und mit getheilet. Rudolstadt: Fleischer, 1683
- Tägliches Morgen- Mittags- und Abendopfer. Rudolstadt 1685
- Allerley Specerey Zum süssen Geruch Für dem Herrn, Das ist: Geistliche Reim- Gebet- und Seufftzerlein: Für all und jede Personen, auf allerhand im gemeinen Leben fürfallende Begebenheiten gerichtet. Rudolstadt: Urban, 1714
- Kühlwasser In grosser Hitze des Creutzes und der Trübsal, Oder Christliche Creutz-Lieder, Gebet und Sprüche. Rudolstadt 1685, 2. Aufl. 1714
- Der Freundin des Lammes Geistlicher Braut-Schmuck Zu Christlicher Vorbereitung Auf die Hochzeit des Lam[m]es: In Lieder, Gebete und Seuffzer abgefasset und mitgetheilet; Mit einem Vorbericht, In welchem von dem Liede: Wer weiß, wie nahe mir mein Ende: Nöthige Erinnerung geschiehet. Leipzig: Gollner, 1714
- Der Freundin des Lammes geistlicher Braut-Schmuck: welcher von derselben zu christlicher Vorbereitung auf die Hochzeit des Lammes, in Lieder, Gebete und Seuffzer verfasset, und im Jahr 1714. zum erstenmahl zum Drucke übergeben, auf Verlangen aber … vermehret und in Ordnung gebracht worden. Rudolstadt: Löwe, 1742
  - Der Freundin des Lammes … Theil 1, Benebst einem Vorbericht, in welchem von dem Liede: Wer weiß wie nahe mir mein Ende &c. nöthige Erinnerung geschiehet. 1742
  - Der Freundin des Lammes … Theil 2, Der Freundin des Lammes täglicher Umgang mit Gott. 1742
- Beicht- und Abendmahlsbüchlein: Aus den Buss- und Comunion-Andachten. Berlin: W. Schultze, 1870
- Allerhand poetische Gedancken. 1702-06